# Porro unum est necessarium
Porro unum est necesarium è una locuzione latina che si può tradurre come "Una sola cosa è necessaria". La frase è tratta delle parole di Gesù citate nel Vangelo di San Luca (Luca 10:42) della traduzione latina della Vulgata della Bibbia.

## Contesto originale
Gesù era andato a casa di Marta e Maria, sorelle di Lazzaro. Mentre Maria, seduta ai piedi di Gesù, ascoltava con attenzione la parola divina, Marta si occupava sollecitamente delle attività domestiche che esigeva tale visita, per cui ad un certo punto disse a Gesù: "Signore, non ti importa che mia sorella mi abbia lasciata sola a servire? Dille dunque che mi aiuti", a cui Gesù rispose: "Marta, Marta, tu ti affanni e sei agitata per molte cose, ma una cosa sola è necessaria. Maria ha scelto la parte buona che non le sarà tolta."

## Usi successivi
In seguito, questa frase si è utilizzata diverse volte in applicazione a molte situazioni differenti.